# 하마 (도시)
하마(아랍어: حماة, "요새"라는 뜻)는 서시리아 중부에 있는 오론테스강 기슭의 도시이다. 다마스쿠스 북쪽 213 킬로미터 (132 mi), 홈스 북쪽 46 km (29 mi)에 위치한다. 하마주의 주도이다. 2023년 인구 조사 기준 996,000명으로, 하마는 시리아의 4대 도시 중 하나로 다마스쿠스, 알레포, 홈스와 함께 꼽히며, 특히 외국과 육상 국경을 접하지 않는 유일한 주이기도 하다. 하마는 또한 치즈 제조 전통으로도 유명하며, 이는 현지 특산 디저트인 할라웨트 엘 지븐(Halawet el Jibn)에 잘 반영되어 있다.
이 도시는 정원 물을 대는 데 사용되는 17개의 수차로 유명하며, 기원전 1100년경으로 거슬러 올라간다고 알려져 있다. 역사적으로는 관개를 위해 사용되었지만, 오늘날 이 노리아는 순전히 보여주기 위한 것이며 현재 직접적인 목적은 없다. 관광 명소이자 도시의 상징으로 사용된다.

## 역사
하마의 고대 정착지는 신석기 시대 초기부터 철기 시대까지 점유되었다.

### 신석기 시대
층서학적 구분이 매우 일반화되어 있어 다른 유적지와의 상세한 비교가 어렵다. 레벨 M(6 m or 20 ft 두께)에서는 백색 토기(석회-회반죽)와 진정한 토기가 모두 발견되었다. 이는 라스 샴라 V (기원전 6000-5000년)와 동시대일 수 있다.

### 동기 시대
동기 시대의 유적은 덴마크 고고학자들에 의해 옛 성채가 서 있던 언덕에서 발굴되었다. 발굴은 1931년부터 1938년까지 하랄트 잉골트의 지휘 아래 진행되었다. 위에 덮인 레벨 L은 동기 시대 할라프 문화에 속한다.

### 청동기 시대

#### 미탄니 시대
기원전 1000년기 이전에 이 도시가 쐐기 문자 자료에 언급되지 않은 것으로 보이지만, 이 유적지는 기원전 1500년경에 번성했던 것으로 보이며, 이때는 북동 시리아 유프라테스강을 따라 있던 제국인 미탄니의 아모리인 속국이었을 것으로 추정된다.

#### 히타이트 시대
기원전 1350년경, 히타이트가 미탄니를 전복시키고 북시리아 전체를 지배하게 되었다.
남쪽에서는 히타이트가 이집트와 갈등을 겪었다. 하마는 중요한 도시 중심지가 되었다. 이 갈등은 기원전 1285년 홈스 근처에서 람세스 2세가 이끄는 고대 이집트와의 유명한 카데시 전투에서 최고조에 달했다.
19세기 초, 요한 루트비히 부르크하르트는 하마에서 히타이트 또는 루위아 상형문자를 처음으로 발견했다.

### 철기 시대
히타이트 제국이 멸망한 후, 신히타이트/아람인 하마는 히브리어 성경에 하맛(아람어: Ḥmt; 히타이트어: Amatuwana; 시리아어: ܚܡܳܬ ħ(ə)mɑθ, 고대 히브리어: חֲמָת‎ Ḥămāṯ)으로 알려진 번성했던 신히타이트 중 하나의 수도로 기록되었으며, 특히 이스라엘과 유다와 광범위하게 교역했다.

#### 아시리아 비문
아시리아의 샬마네세르 3세 왕 (기원전 858–824년)이 아람 북부를 정복했을 때, 그는 기원전 853년에 하맛(아시리아어: Amat 또는 Hamata)에 도달했다. 이는 아시리아 비문에서 왕국과 관련된 기록의 시작을 알린다. 하맛의 이르훌레니와 아람 다마스쿠스의 하닷-에제르 (성경의 "벤하닷")는 침략해오는 아시리아 군대에 맞서 아람 도시 연합군을 이끌었다. 아시리아 기록에 따르면, 그들은 카르카르 전투에서 전차 4,000대, 기병 2,000명, 보병 62,000명, 아랍 낙타병 1,000명과 대치했다. 아시리아의 승리로 기록되었지만 실제로는 무승부에 가까웠던 것으로 보이며, 샬마네세르 3세는 해안까지 진격하여 배를 타고 바다로 나아갔다. 그 후 몇 년 동안 샬마네세르 3세는 하맛이나 아람 다마스쿠스를 정복하지 못했다. 샬마네세르 3세가 사망한 후, 이전 동맹국이었던 하맛과 아람 다마스쿠스는 불화가 생겼고, 아람 다마스쿠스가 하맛의 영토 일부를 점령한 것으로 보인다.
하맛과 루후티의 두 왕 자쿠르의 아람어 비문은 아람 다마스쿠스의 왕 하사엘의 아들 벤하닷 3세가 이끄는 사말을 포함한 연합군의 공격에 대해 이야기한다. 자쿠르는 하즈락 요새에 포위되었지만, 신 바알샤민의 개입으로 구원받았다. 이후 사말은 하맛과 아람 모두를 지배하게 되었다.
기원전 743년, 티글라트-필레세르 3세는 하맛 영토의 여러 도시를 점령하고, 그 영토를 장군들에게 분배했으며, 선택된 주민 1,223명을 티그리스강 상류 계곡으로 강제 이주시켰다. 그는 하맛의 왕 에니-일루 (에니엘)에게서 공물을 징수했다.
기원전 738년, 하맛은 아시리아 군대에 의해 다시 정복된 도시 목록에 올랐다. 30,000명 이상의 원주민이 우라르투에 위치한 울라바로 추방되었고, 대신 자그로스산맥에서 온 포로들로 대체되었다.

#### 사르곤 2세의 파괴
북이스라엘 왕국이 멸망한 후, 하맛의 왕 일루-비디 (야우-비디)는 새로 편성된 아시리아 주들인 아르파드, 시미라, 다마스쿠스, 그리고 사마라의 반란을 이끌었으나 실패했다.
스스로를 "하맛의 파괴자"라고 칭한 사르곤 2세는 기원전 720년경 도시를 파괴하고 6300명의 아시리아인으로 재식민화했으며, 그 왕을 아시리아로 끌고 가서 산채로 가죽을 벗겼다. 그는 또한 왕들의 상아 장식 가구를 님루드로 가져갔다.
하맛 출신 실향민들은 기원전 700년부터 이집트의 엘레판티네섬과 시에네 (현재 아스완)에 거주하는 다민족 아람인 공동체의 중요한 부분을 구성했으며, 그곳에서 비슷한 실향민 유대인들과 함께 제국 아람어로 된 방대한 자료들인 엘레판티네 파피루스를 남겼다.

#### 성경에 나오는 하맛
몇몇 성경 기록에 따르면 하맛은 가나안 왕국의 수도였으며 (창세기 10:18; 열왕기하 23:33; 25:21), 그 왕은 소바 왕 하닷에셀을 물리친 것에 대해 다윗왕을 축하했다 (사무엘하 8:9–11; 역대상 18:9–11). 모세에게 주신 하나님의 지시에서 하맛은 이스라엘 자손이 가나안 땅에 들어갈 때 유업으로 받을 땅의 북쪽 경계로 명시되어 있다 (민수기 34.1–9). 솔로몬은 하맛과 그 영토를 점령하고 보관 도시를 건설했다고 한다 (열왕기상 4:21–24; 역대하 8:4). 열왕기상 8:65은 예루살렘에 제1성전을 봉헌할 당시 이스라엘의 북쪽 경계로 "하맛 어귀" 또는 레보-하맛을 명시한다. 이 지역은 나중에 시리아인들에게 넘어갔지만, 북이스라엘 왕국의 왕 여로보암 2세는 "하맛 어귀에서 사해 바다까지 이스라엘 영토를 회복"했다고 한다.
아시리아의 하맛 정복은 이사야에게 깊은 인상을 남겼다 (이사야 10:9). 예언자 아모스도 이 도시를 "위대한 하맛"이라고 불렀다 (아모스 6:2).

### 페르시아, 헬레니즘 및 로마 시대
기원전 539년, 아케메네스 제국의 왕 키루스 2세는 시리아를 자신의 제국의 일부로 편입시켰으며, 이는 에베르-나리로 알려지게 되었다. 기원전 522년 7월, 캄비세스 2세는 아그바타나라는 곳에서 사망했는데, 이는 현재의 하마 도시일 가능성이 높다.
기원전 4세기 후반, 현대 시리아 지역은 오랜 셈족 및 페르시아 문화에 이어 그리스-로마 문화의 영향을 받게 되었다. 알렉산드로스 대왕의 기원전 334년부터 323년까지의 원정으로 시리아는 헬레니즘 지배를 받게 되었다. 이 나라는 아시아에서 그리스로 가는 무역로에 위치해 있었기 때문에, 하마와 다른 많은 시리아 도시들은 다시 무역을 통해 부유해졌다. 알렉산드로스 대왕의 사망 후, 그의 근동 정복지는 그의 장군들 사이에 분할되었고, 셀레우코스 1세 니카토르가 시리아의 통치자가 되어 셀레우코스 왕조를 세웠다. 셀레우코스 왕조 아래에서 하마의 운명은 다시 부활했다. 아람인들은 도시로 돌아오는 것이 허용되었고, 도시는 셀레우코스 황제 안티오코스 4세 에피파네스의 이름을 따서 에피파네이아 (고대 그리스어: Ἐπιφάνεια)로 개명되었다. 그러나 셀레우코스 지배는 다음 두 세기 동안 쇠퇴하기 시작했고, 아랍 왕조는 하마를 포함한 시리아의 이 지역 도시들을 장악하기 시작했다.
로마 제국은 하마와 같은 기존 정착촌을 차지하여 자신들의 것으로 만들었다. 기원전 64년 폼페이우스 휘하의 로마군이 시리아를 침공하여 합병했을 때 거의 저항에 부딪히지 않았고, 그 결과 하마는 로마에서 대총독이 통치하는 로마 속주 시리아의 일부가 되었다. 하마는 그리스와 로마 시대에 중요한 도시였지만, 고고학적 증거는 거의 남아 있지 않다. 시리아가 로마 제국의 일부가 되면서, "Cohors Prima Hamiorum Sagittaria"로 알려진 500명의 하마 궁수들은 서기 120년부터 북부 로마 브리타니아의 하드리아누스 방벽에 있는 마그니스 (카르보란)에 주둔했다. 같은 부대 또는 다른 부대는 나중에 "Numerus Syrorum Saggitariorum"으로 개명되어 데르벤티오 브리간툼 (말턴)에 배치되었다. 이 주둔 부대는 서기 142-157년에 스코틀랜드 안토니누스 방벽의 바르 힐 요새로 이전되었다가, 서기 163-166년 마르쿠스 아우렐리우스의 초기 통치 기간에 마그니스로 돌아왔다. 궁수의 묘비가 그곳에서 발견되었으므로 하우스테즈 로마 요새에도 주둔했을 수 있다. 그러나 이 부대의 브리타니아 주둔은 스태닝턴 (서기 122년)과 레이븐글라스 (서기 124년)에서 발견된 군사 외교 문서와 캐터릭에서 발견된 시리아 여신에게 바쳐진 제단으로 증명되었다.
서기 330년, 로마 제국의 수도는 비잔티움으로 옮겨졌고, 도시는 계속 번성했다. 비잔티움 제국 시대에 하마는 그리스어(Εμαθούς)로 에마트 또는 에마투스로 알려졌다. 비잔티움의 로마 통치는 기독교가 근동 전역에서 강화되었음을 의미했으며, 하마와 다른 도시들에는 교회가 세워졌다. 비잔티움 역사가 에피파네이아의 요한은 6세기에 하마에서 태어났다.

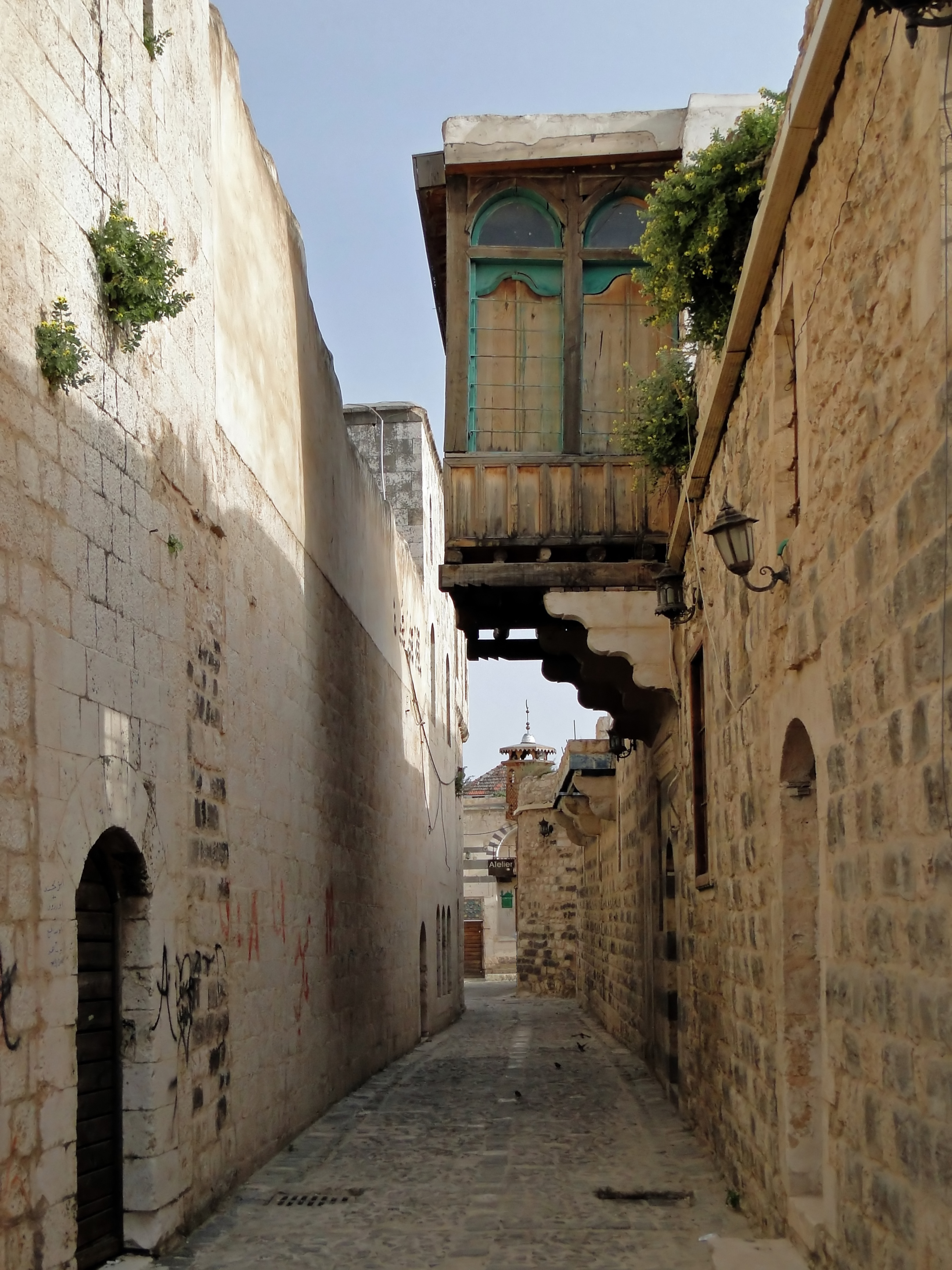
하마 구시가지의 골목

그리스-로마 시대에는 하마 출신의 두 주요 인물이 기록되었다. 첫 번째는 에피파네이아의 유스타티우스(고대 그리스어: Εὐστάθιος Ἐπιφανεύς)로, 그리스 역사가였으나 그의 모든 작품은 소실되었다. 그의 가장 유명한 작품은 "짧은 연대기"(고대 그리스어: Χρονικὴν ἐπιτομὴν)였다. 두 번째 인물은 스테파누스 비잔티누스에 따르면 에피파네이아 출신인 유프라테스 스토이코스이다.

### 초기 이슬람 시대

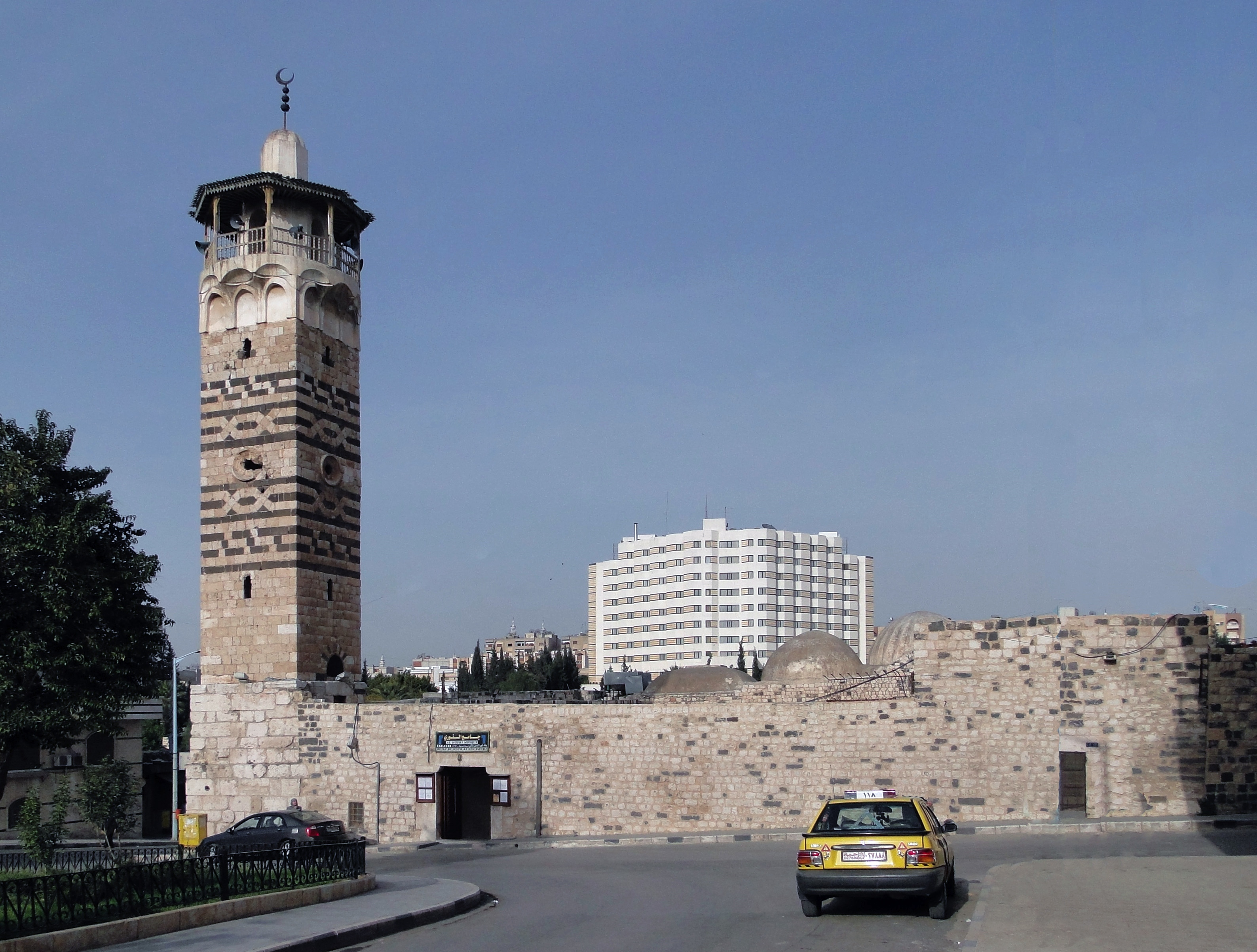
누르 알 딘 모스크

하마는 638년 또는 639년 시리아의 무슬림 정복 기간 동안 아부 우바이다 이븐 알-자라가 이끄는 무슬림 군대에 의해 정복되었다. 이후 도시는 고대 이름을 되찾았고, 그 이후로 계속 그 이름을 유지하고 있다. 초기 무슬림 시대의 하마에 대해서는 알려진 바가 거의 없다. 무슬림에게 항복한 후, 하마는 행정적으로 홈스의 군사 구역인 준드 홈스의 일부가 되었고, 10세기까지 그렇게 유지되었다. 우마이야 칼리파국 통치 (661–750년) 기간 동안, 하마에는 회중 모스크가 있었는데, 이는 비잔티움 시대 교회의 유적 위에 세워진 것으로 보이며, 교회 일부가 모스크 건축에 사용되었다.
아바스 칼리파국 통치 (750년-9세기 후반) 기간 동안, 알마흐디 칼리프 (r. 775–785)는 모스크를 복원했다. 알무으타디드 칼리프 (r. 892–902) 통치 기간에 하마는 크고 성벽으로 둘러싸인 무역 도시였다. 903년 11월 29일, 알무으타디드의 후계자 알묵타피 칼리프의 군대는 하마 전투에서 시리아 사막의 많은 베두인이 받아들인 이스마일파 시아파 운동인 카르마트파를 물리치고, 시리아 사막에서의 그들의 지배를 끝냈다.
944년에 함단 왕조는 사아프 앗-다울라 휘하에서 북시리아 도시 알레포를 점령했고, 다음 해에는 준드 홈스까지 통제권을 확장했다. 이로써 하마는 알레포의 함단 왕조 아미르령에 편입되었다. (985년에 기록한 예루살렘의 지리학자 알-무카다시는 이 도시가 준드 킨나스린 (북시리아 군사 구역)의 일부가 되었다고 언급했다. 이때쯤 준드는 명목상의 행정 구역이 되었다.) 하마는 12세기까지 알레포의 영향권에 남아 있었다. 이 시기는 하마의 '암흑기'로 간주되었는데, 북시리아와 남시리아의 지역 통치자들이 이 지역에서의 지배를 위해 다투었기 때문이다. 니키포로스 포카스 황제 휘하의 비잔티움 제국은 968년에 도시를 습격하여 대모스크를 불태웠다. 11세기에 파티마 칼리파국은 북시리아에 대한 종주권을 얻었고, 이 시기에 알레포 기반의 미르다스 왕조는 하마를 약탈했다. 페르시아인 지리학자 나시르 후스라우는 1047년에 하마가 "인구 밀도가 높으며" 오론테스강 유역에 위치하고 있다고 언급했다.

### 중세 이슬람 시대

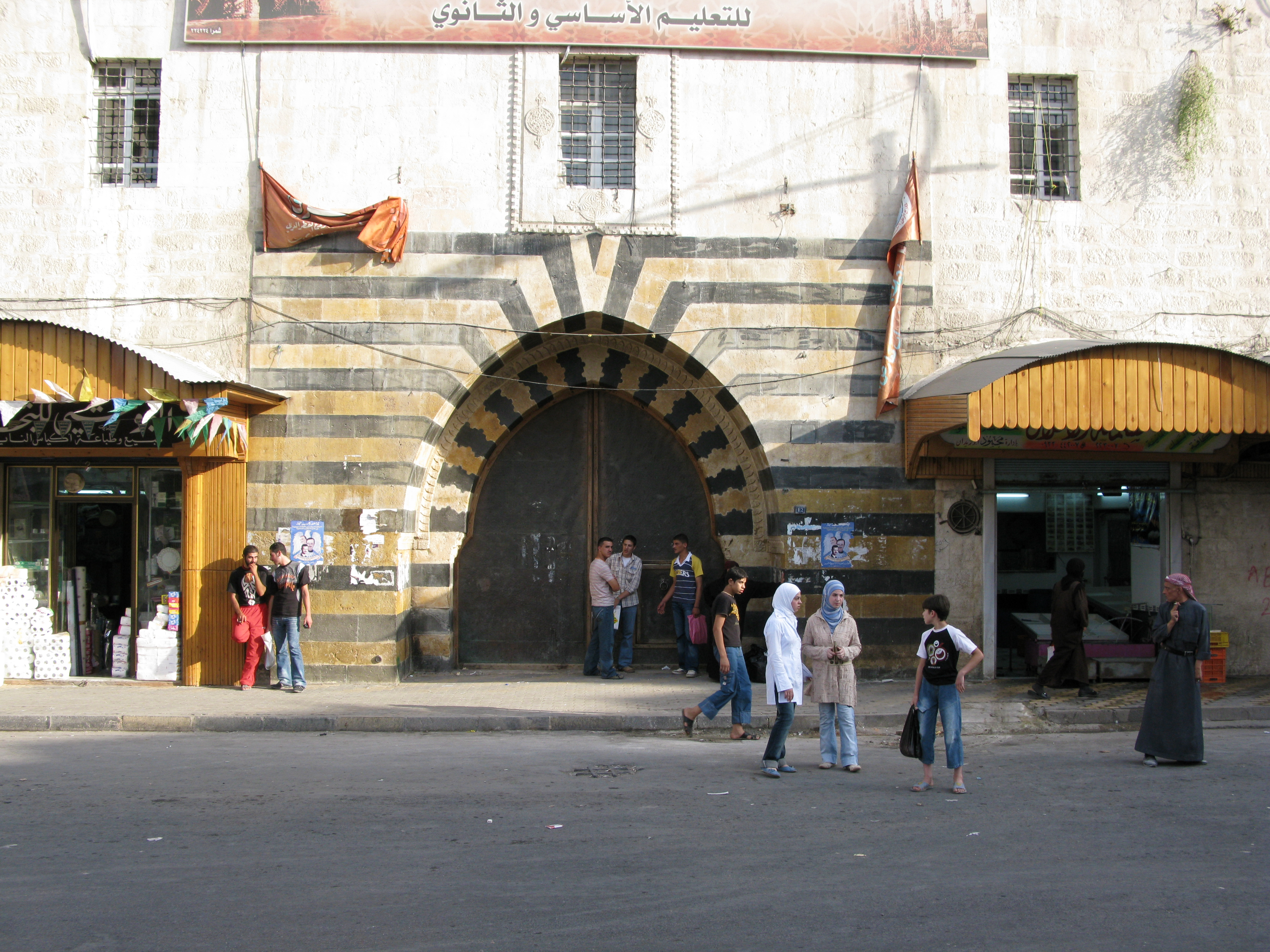
하마 구시가지의 문, 맘루크 건축

십자군 탕크레드는 1108년에 하마를 점령했지만, 1114년에는 다마스쿠스의 아타베그 토그테킨의 통치 기간 동안 셀주크 제국에 영구적으로 빼앗겼다. 1154년까지 알레포의 젠기 왕조 통치자 누르 알-딘은 다마스쿠스를 정복하여 하마를 포함한 무슬림 시리아를 자신의 통제 아래 두었다(해안 지역은 십자군 통치 아래 있었다). 1157년에 두 차례의 지진이 연이어 도시를 강타하여 마아라트 알-누만, 샤이자르, 카파르탑과 같은 인근 마을에 막대한 피해를 입혔다. 7월 13일의 첫 지진은 하마를 부분적으로 폐허로 만들었고, 8월 초에 누르 알-딘은 십자군 병력이 손상된 상태를 이용하는 것을 막기 위해 도시 성벽을 수리했다. 8월 12일의 더 심한 지진은 마을의 대부분, 요새와 성채, 그리고 오론테스강 주변에 밀집해 있던 모든 대규모 주택들을 무너뜨려 하마 주민 대부분을 사망하게 했다. 그 후 성채 벽과 하산나인 모스크가 재건되었으며, 성채 남쪽의 작은 모스크에 남아있는 비문에는 1157년 지진으로 파괴된 후 재건되었다고 기록되어 있다. 1172년, 누르 알-딘은 높은 정사각형의 미나레트를 가진 현재의 대모스크를 건설했다.
1175년, 하마는 살라딘에 의해 젠기 왕조로부터 빼앗겼다. 그는 4년 뒤 조카 알-무자파르 우마르에게 도시를 주어, 아유브 왕조 가문의 지배 아래 두었다. 이는 아유브 왕조가 1342년까지 거의 계속해서 하마를 통치하면서 하마의 안정과 번영의 시대를 열었다. 하마에서 태어난 지리학자 야쿠트 알-하마위는 1225년에 하마를 견고하게 지어진 성벽으로 둘러싸인 큰 마을로 묘사했다. 하마는 1260년 몽골의 시리아 침공으로 다른 대부분의 시리아 도시들과 마찬가지로 약탈당했지만, 몽골군은 같은 해 그리고 1303년에 아유브 왕조의 후계자인 맘루크에게 패배했다. 하마는 맘루크 술탄국에 잠시 넘어갔지만, 1299년 알-만수르 마흐무드 2세 총독의 사망 이후, 다른 옛 아유브 왕조 도시들과는 달리, 맘루크 술탄국은 역사학자이자 지리학자인 아불 피다를 도시의 총독으로 임명하여 1310년부터 1332년까지 통치하게 함으로써 하마에 아유브 왕조의 통치를 복원시켰다. 그는 자신의 도시를 "매우 고대적이며... 이스라엘인의 책에 언급되어 있다. 시리아에서 가장 쾌적한 장소 중 하나"라고 묘사했다. 그의 사망 후, 그의 아들 알-아프달 무함마드가 계승했지만, 결국 맘루크의 호의를 잃고 폐위되었다. 그리하여 하마는 맘루크의 직접적인 통치 아래에 들어갔다.
하마는 아유브 왕조 시대뿐만 아니라 맘루크 시대에도 번영했다. 도시는 점차 오론테스강 양쪽으로 확장되었으며, 오른쪽 강변의 교외 지역은 새로 건설된 다리로 본시가지와 연결되었다. 왼쪽 강변의 도시는 상부와 하부로 나뉘었으며, 각 부분은 성벽으로 둘러싸여 있었다. 도시는 궁전, 시장, 모스크, 마드라사, 병원으로 가득했으며, 30개 이상의 다양한 크기의 노리아 (물레방아)가 있었다. 또한 하마에는 거대한 성채가 서 있었다. 더욱이, 특별한 수도교가 인근 마을 살라미야에서 하마로 식수를 공급했다.
이븐 바투타는 1335년에 하마를 방문하여 오론테스강이 도시를 "많은 나무와 과일이 가득한 정원으로 살기 좋은 곳"으로 만들었다고 언급했다. 그는 또한 "훌륭한 시장, 모스크, 목욕탕"을 포함하는 알-만수리야(아유브 왕조 에미르의 이름을 따서 명명됨)라는 큰 교외 지역에 대해서도 언급한다. 1400년에 티무르는 하마를 인근의 홈스와 바알베크와 함께 점령했다.

### 오스만 통치

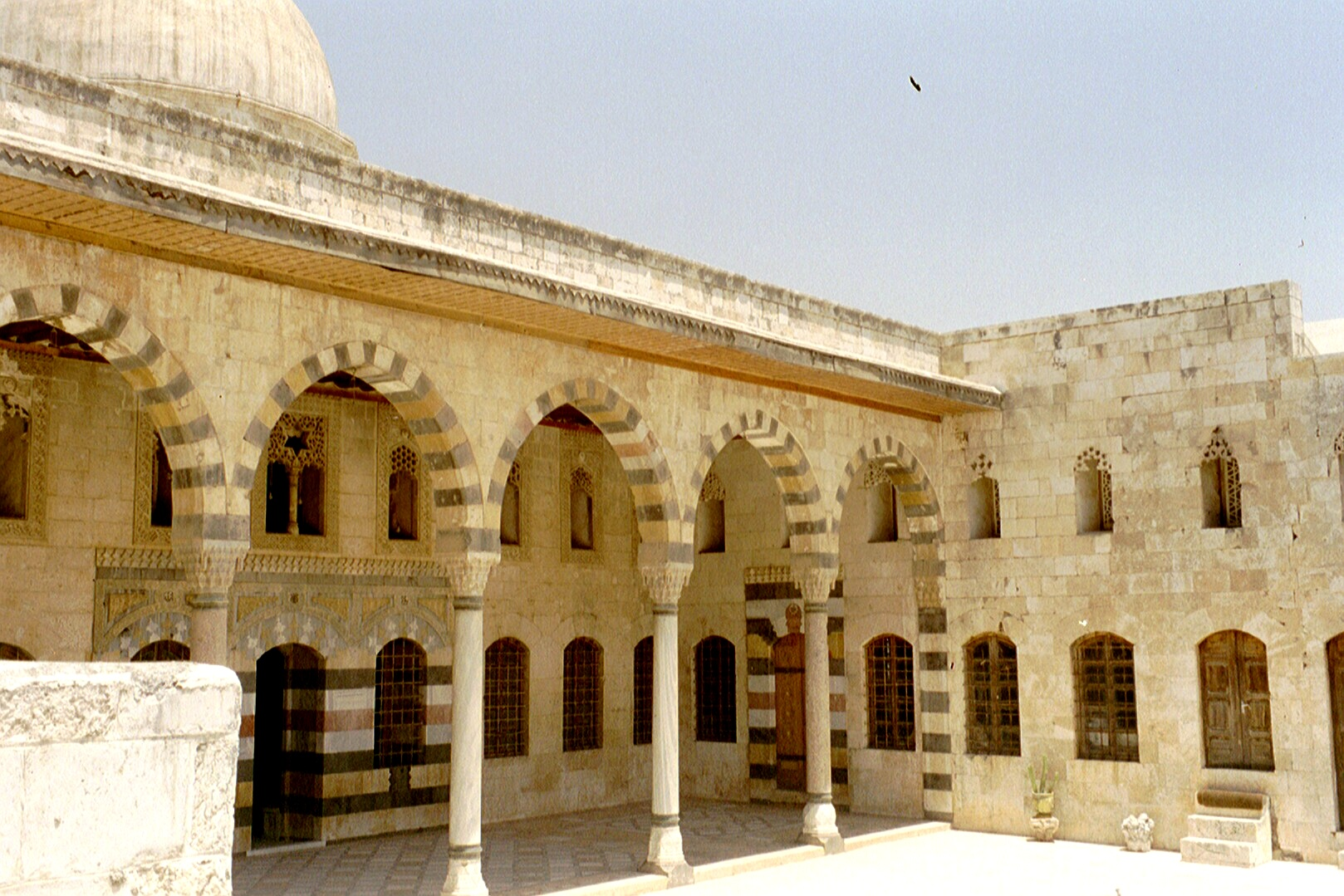
하마의 아젬 궁전은 1742년에 지어졌다.

맘루크 통치의 번성기는 1516년 알레포 근처 마르지 다비크 전투에서 맘루크를 물리친 오스만 제국이 시리아를 정복하면서 끝났다. 하마와 시리아의 나머지 지역은 콘스탄티노폴리스의 오스만 통치 아래 들어갔다. 오스만 제국 통치 아래에서 하마는 점차 이 지역의 행정 구조에서 더욱 중요해졌다. 처음에는 트리폴리의 에얄레트 ("지방")의 리바 ("지구") 중 하나의 수도가 되었다. 하마는 지중해 연안에서 동쪽으로 아시아로 이어지는 무역로의 중요한 중심지가 다시 되었다. 1556년으로 거슬러 올라가는 칸 루스툼 파샤와 같은 여러 칸("카라반세라이")이 도시에 건설되었다. 1692년 하마의 총독은 오스만 제국의 부족 정착 프로그램의 후원 아래 하마-홈스 지역에 투르크멘족 유목민을 정착시키는 임무를 맡았다.
그 후 18세기에 하마는 다마스쿠스 총독의 소유가 되었다. 당시 다마스쿠스 총독은 오스만 제국을 위해 시리아의 다른 지역도 통치했던 아젬 가문이었다. 그들은 하마에 아젬 궁전과 칸 아사드 파샤를 포함한 호화로운 거처를 지었는데, 이는 1742년까지 몇 년간 하마를 통치했던 아사드 파샤 알-아젬이 지은 것이다. 그 무렵 도시에는 14개의 카라반세라이가 있었고, 주로 씨앗, 면화, 양모 및 기타 상품의 보관 및 유통에 사용되었다. 1864년 빌라예트 법이 통과된 후, 하마는 더 큰 샴 빌라예트의 일부인 하마 산작의 수도가 되었다(도시가 더 많은 행정 권한을 얻게 됨).

### 현대사

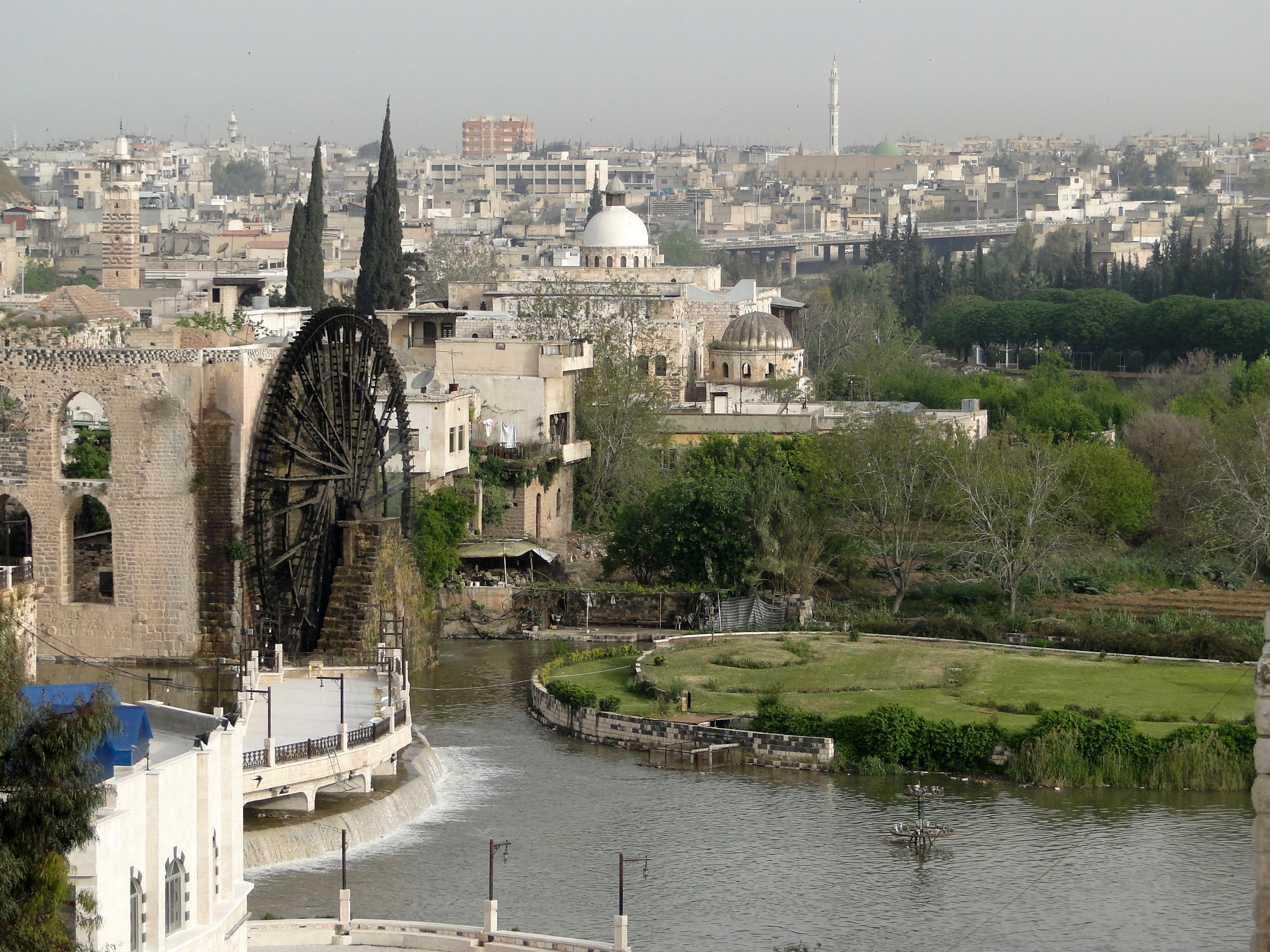
전경

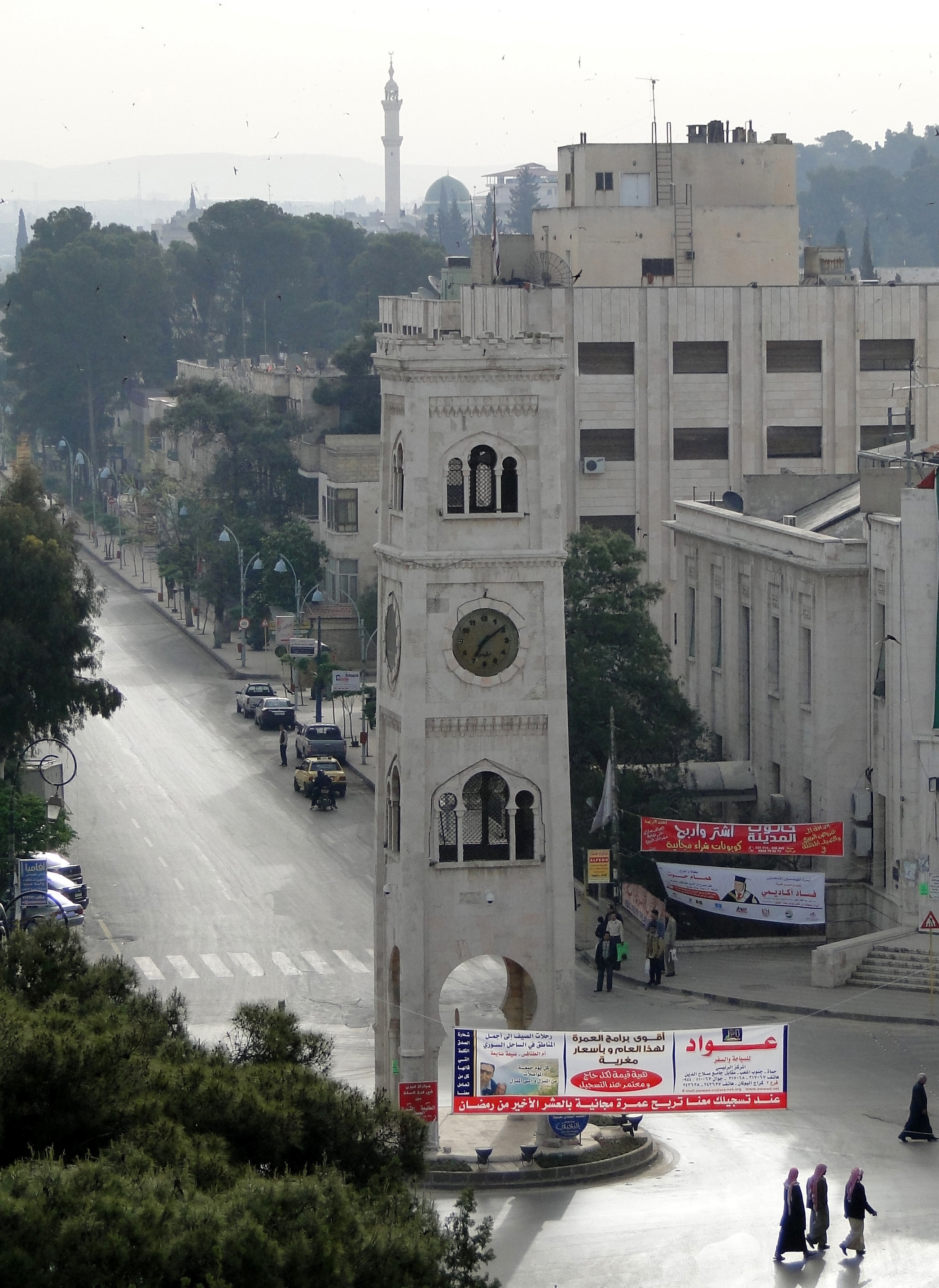
하마의 시계탑

오스만 제국의 통치는 제1차 세계 대전에서 연합군에게 패배한 후 1918년에 끝났다. 하마는 프랑스 위임통치령 시리아의 일부가 되었다. 그 무렵 하마는 현재의 모습으로 발전했다. 곡물뿐만 아니라 면화와 사탕무가 풍부한 농업 지역의 시장으로서 중요한 중소 규모의 지방 도시였다. 농민들이 경작하고 소수의 거물 가문이 지배하는 대규모 사유지의 중심지로 악명을 얻었다. 1925년 하마 봉기는 프랑스에 대한 시리아 대반란 중 이 도시에서 발생했다.
프랑스 위임 통치 기간 동안, 하마 지구는 하마 시와 114개 마을을 포함했다. 1930년 추정치에 따르면, 이 마을 중 4개만이 지역 농민이 전적으로 소유하고 있었고, 2개 마을은 유명 가문과 공동 소유하고 있었다. 따라서 내륙 지역은 토지 소유 엘리트가 소유했다. 1940년대 후반부터 농업 노동자들이 하마에서 개혁을 요구하면서 상당한 계급 갈등이 발생했다.
시리아는 1946년에 프랑스로부터 완전한 독립을 얻었다. 하마의 빈곤한 명문가 출신인 아크람 알-하우라니는 토지 개혁과 더 나은 사회 조건을 위해 투쟁하기 시작했다. 그는 하마를 자신의 아랍 사회주의당의 본거지로 삼았고, 이 당은 나중에 다른 사회주의 정당인 바트당과 합병했다. 이 당이 1963년에 집권하면서 토지 소유 엘리트의 권력은 끝났다.
무슬림 형제단을 포함한 수니 이슬람 단체의 정치적 봉기는 보수적인 수니파 이슬람의 거점으로 알려진 도시에서 발생했다. 이미 1964년 봄에 하마는 모스크 설교자들의 연설에 의해 고무된 보수 세력의 봉기의 진원지가 되었고, 이들은 바트당의 정책을 비난했다. 시리아 정부는 봉기를 진압하기 위해 하마 구시가지에 탱크와 병력을 보냈다.
1980년대 초, 하마는 1976년에 시작된 수니 무장 시리아 이슬람 반란 동안 바트 정부에 대한 주요 반대 세력의 근거지로 부상했다. 이 도시는 1981년 학살과 가장 주목할 만한 1982년 하마 학살의 잔혹한 사건들의 초점이었다. 시리아 이슬람 반란 중 가장 심각한 봉기는 1982년 2월 하마에서 발생했으며, 대통령의 동생 리파트 알아사드가 이끄는 정부군은 매우 가혹한 수단으로 하마의 반란을 진압했다. 탱크와 포병은 반군이 점령한 지역을 무차별적으로 포격했고, 정부군은 반란을 진압한 후 수천 명의 포로와 민간인 주민을 처형했다고 알려져 있으며, 이는 하마 학살로 알려졌다. 이 이야기는 바트주의 시리아에서 억압되었고 매우 민감하게 다루어졌다. 하마 학살은 군사 용어 "하마 규칙"으로 이어졌는데, 이는 군사 목표 또는 대상의 완전한 대규모 파괴를 의미한다.

### 시리아 내전
이 도시는 시리아 봉기 중 가장 큰 시위 운동 중 하나가 발생했던 곳이다. 그러나 무장 봉기 초기 단계에만 최소한의 무력 충돌이 있었고, 도시의 대부분은 전쟁 기간 동안 정규군의 통제하에 있었다.
2024년 11월 30일, 알레포 전투의 여파로 시리아군은 반군이 도시로 진격하기 시작하자 후퇴했다. 며칠 후인 12월 5일, 타흐리르 알-샴이 이끄는 시리아 구국정부는 일주일 전 알레포를 점령한 후 바샤르 알아사드 정부로부터 이 도시를 점령했다.

## 기후
기후는 쾨펜-가이거 분류 체계에서 반건조 기후 (BSk)로 분류된다. 하마의 내륙 위치는 지중해로부터 부드러운 해안 영향이나 미풍을 받지 못하게 한다. 결과적으로 이 도시는 인근의 홈스보다 훨씬 더 덥고 건조한 기후를 가지고 있다.
| 하마 (1991–2020년 평균, 1956–2004년 극값)의 기후         | 하마 (1991–2020년 평균, 1956–2004년 극값)의 기후 | 하마 (1991–2020년 평균, 1956–2004년 극값)의 기후 | 하마 (1991–2020년 평균, 1956–2004년 극값)의 기후 | 하마 (1991–2020년 평균, 1956–2004년 극값)의 기후 | 하마 (1991–2020년 평균, 1956–2004년 극값)의 기후 | 하마 (1991–2020년 평균, 1956–2004년 극값)의 기후 | 하마 (1991–2020년 평균, 1956–2004년 극값)의 기후 | 하마 (1991–2020년 평균, 1956–2004년 극값)의 기후 | 하마 (1991–2020년 평균, 1956–2004년 극값)의 기후 | 하마 (1991–2020년 평균, 1956–2004년 극값)의 기후 | 하마 (1991–2020년 평균, 1956–2004년 극값)의 기후 | 하마 (1991–2020년 평균, 1956–2004년 극값)의 기후 | 하마 (1991–2020년 평균, 1956–2004년 극값)의 기후 |
| 월                                                       | 1월                                              | 2월                                              | 3월                                              | 4월                                              | 5월                                              | 6월                                              | 7월                                              | 8월                                              | 9월                                              | 10월                                             | 11월                                             | 12월                                             | 연간                                             |
| -------------------------------------------------------- | ------------------------------------------------ | ------------------------------------------------ | ------------------------------------------------ | ------------------------------------------------ | ------------------------------------------------ | ------------------------------------------------ | ------------------------------------------------ | ------------------------------------------------ | ------------------------------------------------ | ------------------------------------------------ | ------------------------------------------------ | ------------------------------------------------ | ------------------------------------------------ |
| 역대 최고 기온 °C (°F)                                   | 20.0 (68.0)                                      | 23.1 (73.6)                                      | 28.0 (82.4)                                      | 36.2 (97.2)                                      | 41.0 (105.8)                                     | 42.0 (107.6)                                     | 45.2 (113.4)                                     | 45.0 (113.0)                                     | 42.2 (108.0)                                     | 37.6 (99.7)                                      | 31.0 (87.8)                                      | 25.2 (77.4)                                      | 45.2 (113.4)                                     |
| 일평균 최고 기온 °C (°F)                                 | 12.3 (54.1)                                      | 14.7 (58.5)                                      | 18.9 (66.0)                                      | 23.6 (74.5)                                      | 30.0 (86.0)                                      | 34.6 (94.3)                                      | 36.6 (97.9)                                      | 36.7 (98.1)                                      | 33.7 (92.7)                                      | 28.4 (83.1)                                      | 20.2 (68.4)                                      | 14.0 (57.2)                                      | 25.3 (77.6)                                      |
| 일일 평균 기온 °C (°F)                                   | 8.1 (46.6)                                       | 9.8 (49.6)                                       | 13.0 (55.4)                                      | 17.1 (62.8)                                      | 22.6 (72.7)                                      | 26.9 (80.4)                                      | 29.6 (85.3)                                      | 29.7 (85.5)                                      | 26.7 (80.1)                                      | 21.6 (70.9)                                      | 14.3 (57.7)                                      | 9.6 (49.3)                                       | 19.1 (66.4)                                      |
| 일평균 최저 기온 °C (°F)                                 | 3.9 (39.0)                                       | 4.8 (40.6)                                       | 7.0 (44.6)                                       | 10.6 (51.1)                                      | 15.2 (59.4)                                      | 19.2 (66.6)                                      | 22.5 (72.5)                                      | 22.6 (72.7)                                      | 19.6 (67.3)                                      | 14.8 (58.6)                                      | 8.4 (47.1)                                       | 5.1 (41.2)                                       | 12.8 (55.1)                                      |
| 역대 최저 기온 °C (°F)                                   | −8.3 (17.1)                                      | −7.3 (18.9)                                      | −3.0 (26.6)                                      | −0.5 (31.1)                                      | 5.9 (42.6)                                       | 10.6 (51.1)                                      | 14.7 (58.5)                                      | 14.0 (57.2)                                      | 9.5 (49.1)                                       | 2.2 (36.0)                                       | −3.7 (25.3)                                      | −5.5 (22.1)                                      | −8.3 (17.1)                                      |
| 평균 강수량 mm (인치)                                    | 72.5 (2.85)                                      | 54.3 (2.14)                                      | 49.3 (1.94)                                      | 32.3 (1.27)                                      | 10.3 (0.41)                                      | 3.8 (0.15)                                       | 0.4 (0.02)                                       | 0.1 (0.00)                                       | 1.8 (0.07)                                       | 21.4 (0.84)                                      | 40.0 (1.57)                                      | 66.5 (2.62)                                      | 352.7 (13.89)                                    |
| 평균 강수일수 (≥ 1.0 mm)                                 | 9.9                                              | 8.1                                              | 7.4                                              | 4.5                                              | 1.8                                              | 0.3                                              | 0.0                                              | 0.0                                              | 0.3                                              | 2.8                                              | 5.1                                              | 9.0                                              | 49.2                                             |
| 평균 상대 습도 (%)                                       | 81                                               | 75                                               | 69                                               | 61                                               | 49                                               | 40                                               | 39                                               | 42                                               | 43                                               | 51                                               | 69                                               | 83                                               | 58                                               |
| 평균 월간 일조시간                                       | 127.1                                            | 151.2                                            | 217.0                                            | 249.0                                            | 325.5                                            | 366.0                                            | 387.5                                            | 356.5                                            | 312.0                                            | 257.3                                            | 192.0                                            | 130.2                                            | 3,071.3                                          |
| 평균 일일 일조시간                                       | 4.1                                              | 5.4                                              | 7.0                                              | 8.3                                              | 10.5                                             | 12.2                                             | 12.5                                             | 11.5                                             | 10.4                                             | 8.3                                              | 6.4                                              | 4.2                                              | 8.4                                              |
| 출처 1: NOAA (강수량 및 일조량 1961–1990) 메테오스탯     |                                                  |                                                  |                                                  |                                                  |                                                  |                                                  |                                                  |                                                  |                                                  |                                                  |                                                  |                                                  |                                                  |
| 출처 2: 독일 기상청 (극값 1956–2004년, 습도 1973–1993년) |                                                  |                                                  |                                                  |                                                  |                                                  |                                                  |                                                  |                                                  |                                                  |                                                  |                                                  |                                                  |                                                  |

## 인구 통계

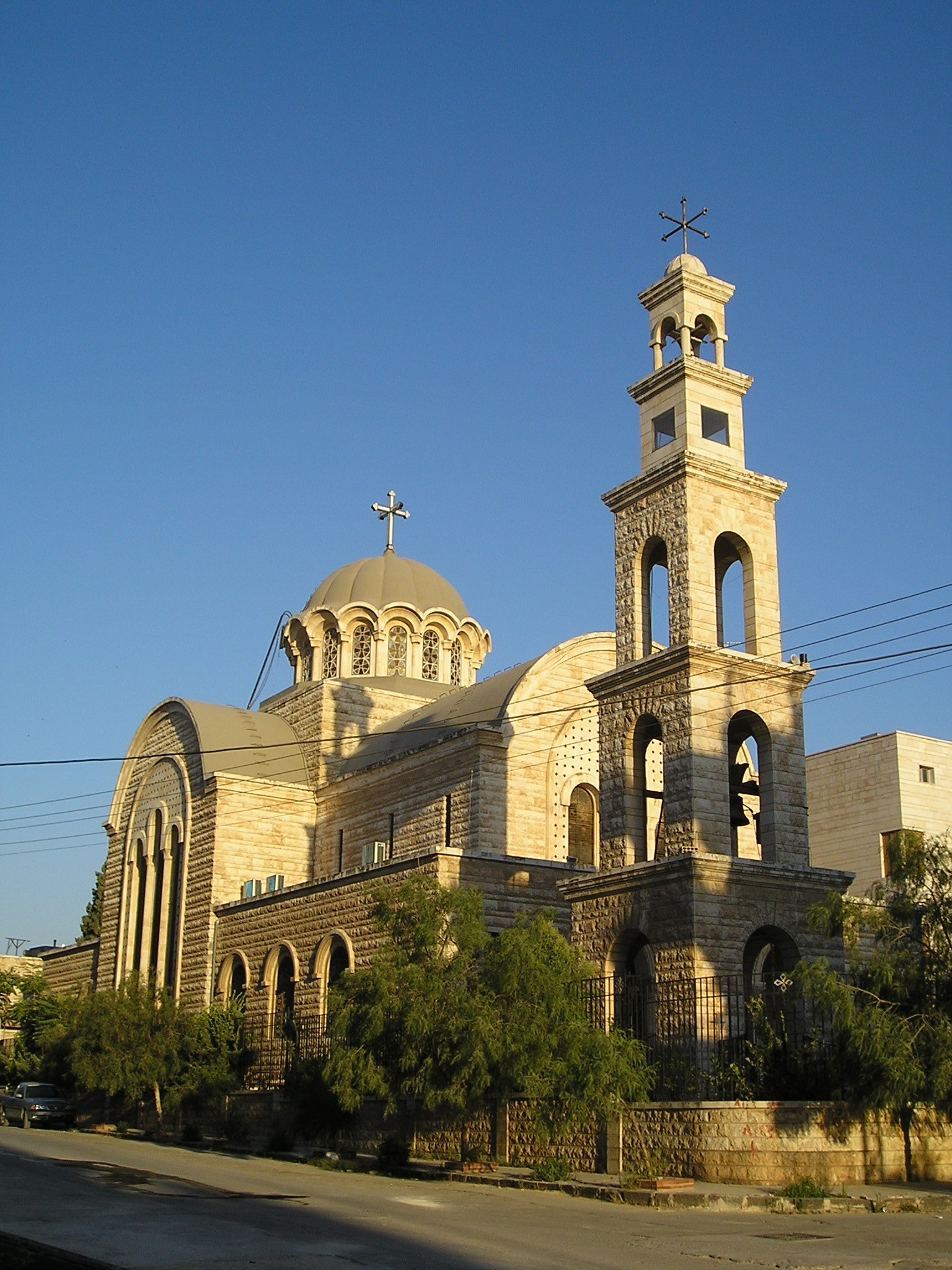
그리스 정교회 교회.

조지아 C. 러셀에 따르면 12세기에 하마의 인구는 6,750명이었다. 제임스 라일리는 역사적 인구를 다음과 같이 기록한다: 1812년 – 30,000명 (부르크하르트), 1830년 – 20,000명 (로빈슨), 1839년 – 30-44,000명 (보링), 1850년 – 30,000명 (포터), 1862년 – 10-12,000명 (기이스), 1880년 – 27,656명 (의회 문서), 1901년 – 60,000명 (의회 문서), 1902–1907년 – 80,000명 (무역 보고서), 1906년 – 40,000명 (알-사부니), 1909년 – 60,000명 (무역 보고서)
1932년 프랑스 위임 통치 하에 있을 때 하마의 인구는 약 50,000명이었다. 1960년 인구 조사에서는 110,000명이었다. 인구는 계속 증가하여 1978년에는 180,000명, 1994년에는 273,000명에 이르렀다. 하마주의 1,000명당 영아 사망률은 99.4명이었다. 2005년 추정치에 따르면 하마의 인구는 약 325,000명이었다.
대부분의 주민은 수니파 무슬림 (아랍인, 쿠르드인, 투르크멘족 등)이지만, 도시의 일부 지역은 전적으로 기독교인으로 구성되어 있다. 하마는 프랑스 위임 통치 시대부터 시리아에서 가장 보수적인 수니 이슬람 도시로 알려져 있다. 그 당시 이러한 특징을 반영하는 오래된 속담이 있었다: "다마스쿠스에서는 정치 시위를 하려면 세 명만 있으면 되지만, 하마에서는 마을 전체가 기도하려면 세 명만 있으면 된다." 기독교인 인구는 주로 그리스 정교회 또는 시리아 정교회를 따른다.
이 도시에는 또한 하마 난민촌으로 알려진 팔레스타인 난민촌도 있다.

### 교구 지위
그리스 정교회는 안티오키아 총대주교의 지배를 받는 하마에 교구를 가지고 있다. 하마는 여전히 아파메아의 교구장인 로마 가톨릭 명목상 교구 (하마 또는 아마스라고도 불림)이다. 교회 문서에는 "에피파네이아"로 가장 잘 알려져 있다. 레퀴앵은 에피파네이아의 그리스 주교 아홉 명을 언급한다. 그가 모리셔스라고 부르는 그들 중 첫 번째는 제1차 니케아 공의회에 서명한 마니케이오스이다. 현재는 두 명의 가톨릭 대주교가 있는데, 그리스 멜키트와 시리아 주교이며, 전자는 라브루드에 거주하고 후자는 홈스에 거주하며 홈스와 하마의 직함을 재결합하고 있다.
로마 가톨릭 명목상 주교좌
- 바르탄 후나니안 (1675년 1월 28일 - 1681년 10월 24일)[55]
- 프란츠 안톤 폰 하라흐 주 로라우 (1701년 11월 21일 - 1702년 1월 7일, 빈 주교)
- 조반니 도메니코 시베라스 (1727년 10월 1일 - 1751년 10월 5일)
- 조반니 바티스타 알브리치 펠레그리니 (1751년 10월 5일 - 1760년 7월 21일, 코모 주교)
- 토마소 베스폴리 (1762년 11월 22일 - 1768년)
- 요한 네포묵 아우구스틴 폰 호른슈타인 주 호헨슈토펜 (1768년 5월 16일 - 1805년 12월 16일)
- 프랜시스 알폰수스 본 (1896년 3월 23일 - 1897년 5월 1일)
- 피에르 페갈리 (1919년 2월 23일 - 1944년 7월 20일)
- 피에트로 스파이어 (1953년 3월 11일 - 1960년 3월 11일)
- 볼로디미르 말란추크 (1960년 7월 22일 - 1990년 9월 29일)

### 지역
- 카조

## 주요 명소
하마의 가장 유명한 명소는 비잔티움 제국 시대에 지어진 17개의 하마의 수차(아랍어: نواعير حماة)이다. 오론테스강의 물을 이용하며 직경이 20 미터 (66 ft)에 달한다. 가장 큰 수차는 알-마무니예 (1453년)와 알-무함마디예 (14세기)이다. 원래는 도시와 인근 농업 지역으로 이어지는 수로로 물을 보내는 데 사용되었다.
다른 명소는 다음과 같다.
- 하마 박물관: 18세기 오스만 총독 관저(아젬 궁전)에 소장되어 있으며, 마리야민에서 발견된 로마 모자이크 유물(서기 4세기)을 전시한다.
- 알-누리 모스크: 1157년 지진 이후 누르 알-딘에 의해 1163년에 재건되었다.
- 맘루크 알-이찌 모스크 (15세기)
- 아불 피다 모스크 및 영묘: 도시의 총독이었던 아유브 왕조 역사가.
- 알-하산나인 모스크: 역시 지진 이후 누르 알-딘에 의해 재건되었다.
- 하마 대모스크: 1982년 폭격 이후 재건되었으며, 원래 있던 고대 및 기독교 건축물의 요소를 포함하고 있다.

## 저명한 인물
- 아드난 알-바쿠르, 전 법무장관

## 사진

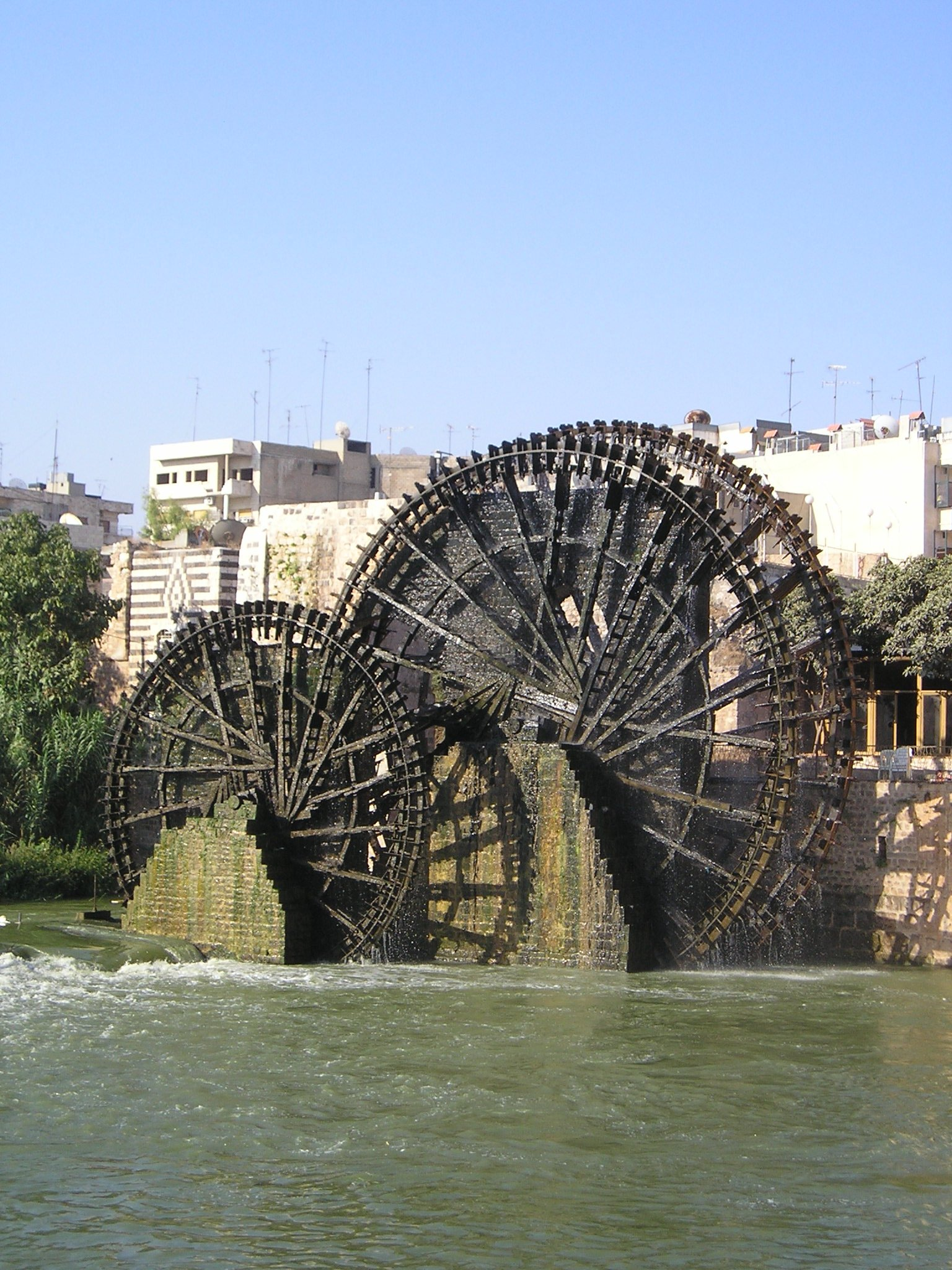
하마에 있는 수차
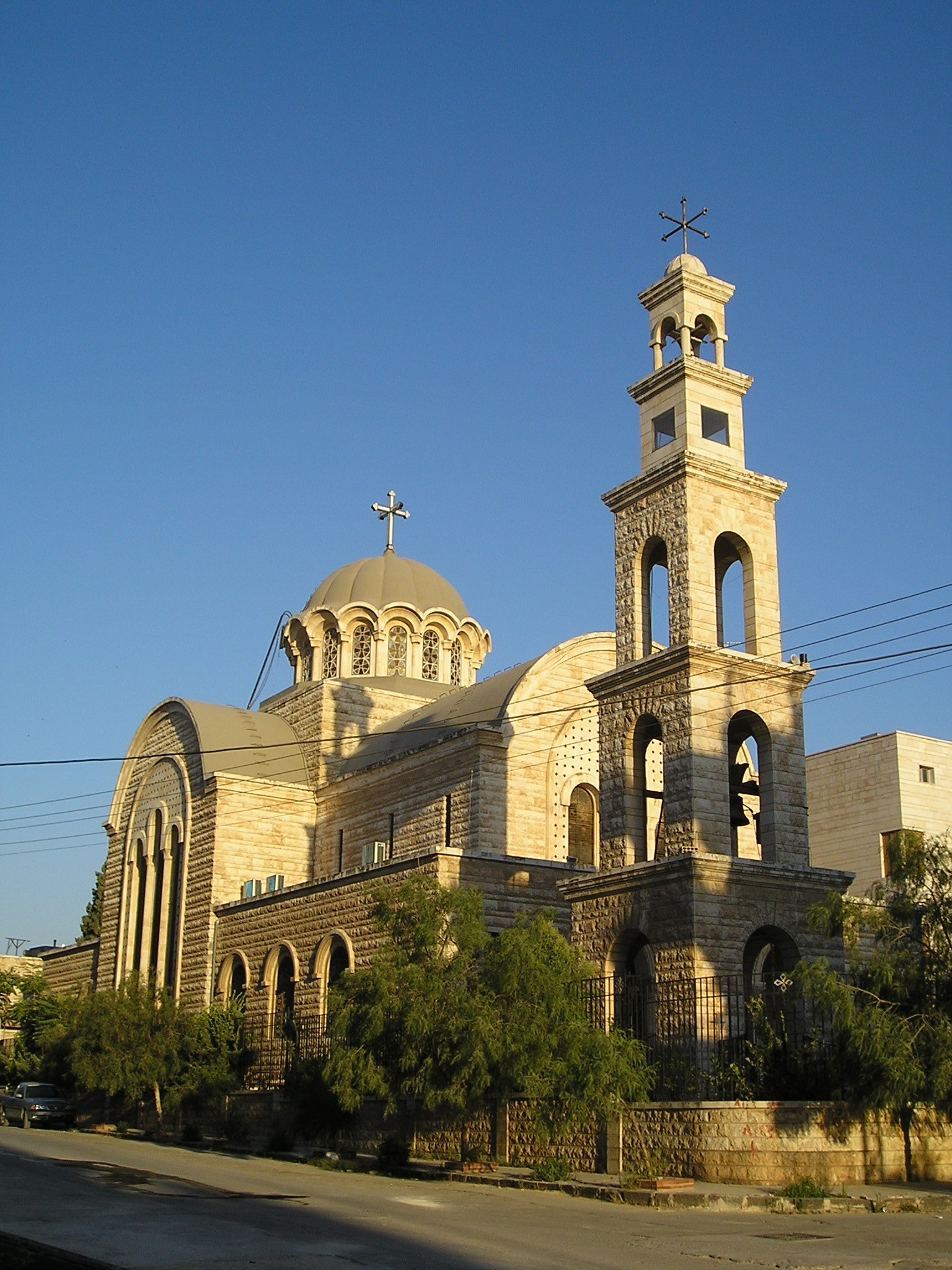
하마 동방 정교회 성당

## 같이 보기
- 시리아 개요
- 고대 근동의 도시
- 하마 학살
- 단기 연대기

## 참고 문헌
- 본 문서에는 현재 퍼블릭 도메인에 속한 1913년 가톨릭 백과사전의 내용을 기초로 작성된 내용이 포함되어 있습니다. CATHOLIC ENCYCLOPEDIA: Hamatha 보관됨 4 4월 2023 - 웨이백 머신
- Ambraseys, Nicholas N. (2004). 《The 12th Century Seismic Paroxysm in the Middle East: A Historical Perspective》 (PDF). 《Annals of Geophysics》 47. 733–758쪽.
- Beattie, Andrew (1996). 〈Hama〉.   Ring, Trudy; Berney, K.A.; Salkin, Robert M.; La Boda, Sharon; Watson, Noelle; Schellinger, Paul. 《International Dictionary of Historic Places: Middle East and Africa》. Routledge. 315–318쪽. ISBN 1-884964-03-6.
- Bruce, John Collingwood (1867). 《The Roman Wall: a historical, topographical, and descriptive account of the barrier of the lower isthmus, extending from the Tyne to the Solway, etc. With plates and maps》. Longmans & Company..
- Dandamayev, Muhammad A. (1990). 〈Cambyses II〉. 《Encyclopaedia Iranica, Vol. IV, Fasc. 7》. 726–729쪽. 2017년 11월 17일에 원본 문서에서 보존된 문서. 2021년 2월 16일에 확인함.
- Grainger, John D. (2016). 《Syria: An Outline History》. Pen and Sword. ISBN 9781473860834.
- Herzog, Johann Jakob; Schaff, Phillip (1911). 《The New Schaff-Herzog Encyclopedia of Religious Knowledge: Embracing Biblical, Historical, Doctrinal, and Practical Theology and Biblical, Theological, and Ecclesiastical Biography from the Earliest Times to the Present Day》. Funk and Wagnalls Company.
- Kennedy, Hugh (2004). 《The Prophet and the Age of the Caliphates: The Islamic Near East from the 6th to the 11th Century》 Seco판. Harlow: Longman. ISBN 978-0-582-40525-7.
- Reilly, James (2002). 《A Small Town in Syria: Ottoman Hama in the Eighteenth and Nineteenth centuries》. P. Lang. ISBN 9783906766904.
- Shatzmiller, Maya (1994). 《Labour in the Medieval Islamic World》. Brill. ISBN 9789004098961.
- Sourdel, D. (1971). 〈Ḥamāt〉.   Lewis, B.; Ménage, V. L.; Pellat, Ch.; Schacht, J. 《The Encyclopaedia of Islam, New Edition, Volume III: H–Iram》. Leiden: E. J. Brill. 119–121쪽.
- le Strange, Guy (1890). 《Palestine Under the Moslems: A Description of Syria and the Holy Land from A.D. 650 to 1500》. Committee of the 팔레스타인 탐사 기금.
- Whitaker, J. L. (2007). 〈하마〉.   Dumper, Michael R.T.; Stanley, Bruce E. 《Cities of the Middle East and North Africa》. 산타 바바라: ABC-CLIO. 162–164쪽. ISBN 978-1-57607-919-5.
- Winckler, Onn (1998). 《Demographic Developments and Population Policies in Ba'athist Syria》. 서식스 아카데믹 프레스. ISBN 1-902210-16-6.

## 추가 자료
- P. J. Riis/V. Poulsen, Hama: fouilles et recherches 1931–1938 (코펜하겐 1957).